# Strada statale 278 di Potame
La strada statale 278 di Potame (SS 278) è una strada statale italiana, il cui percorso si snoda in Calabria. Dal 2017 è nuovamente di competenza dell'Anas dopo essere stata per diversi anni una strada provinciale.

## Percorso
L'arteria ha inizio a Cosenza dove si distacca dalla ex strada statale 19 delle Calabrie. Il percorso procede quindi in direzione sud-ovest toccando le località di Carolei, Domanico e della sua frazione Potame. Il percorso devia quindi verso ovest raggiungendo Lago e seguendo quindi il corso del fiume Catocastro fino alla foce nel mar Tirreno, presso la quale il tracciato termina innestandosi sulla strada statale 18 Tirrena Inferiore nel comune di Amantea.
In seguito al decreto legislativo n. 112 del 1998, dal 2002 la gestione è passata dall'ANAS alla Regione Calabria, che ha provveduto al trasferimento dell'infrastruttura al demanio della Provincia di Cosenza.